# Verona
Verona er en italiensk by med 255.588(2023)indbyggere. Byen er hovedstad i provinsen af samme navn og er beliggende i regionen Veneto.
Verona er et trafikknudepunkt, hvor jernbanen gennem Brennerpasset videre til Bologna mødes med Jernbanen mellem Milano og Venezia. Floden Adige løber igennem Verona.
Byen er på UNESCOs verdensarvsliste.
Det er i Verona, at handlingen i William Shakespeares skuespil Romeo og Julie foregår.
Midt i byen findes et amfiteater, Arena di Verona, hvor der opføres opera gennem hele sommeren uanset vejr og vind.
Byens store fodboldklub Hellas Verona, hvor bl.a. Preben Elkjær spillede, hører som regel til i den bedste italienske fodboldrække Serie A.
Klubben har hjemmebane på Stadio Marc'Antonio Bentegodi.

## Galleri
- Veronas gamle bydel.
- Chiesa di Sant'Anastasia a Verona.
- Palazzo Barbieri.
- Arena di Verona.
- San Giorgio in Braida.
- Ponte Scaligero.
- Ponte Scaligero.
- Ponte Pietra